# Kirkeporten

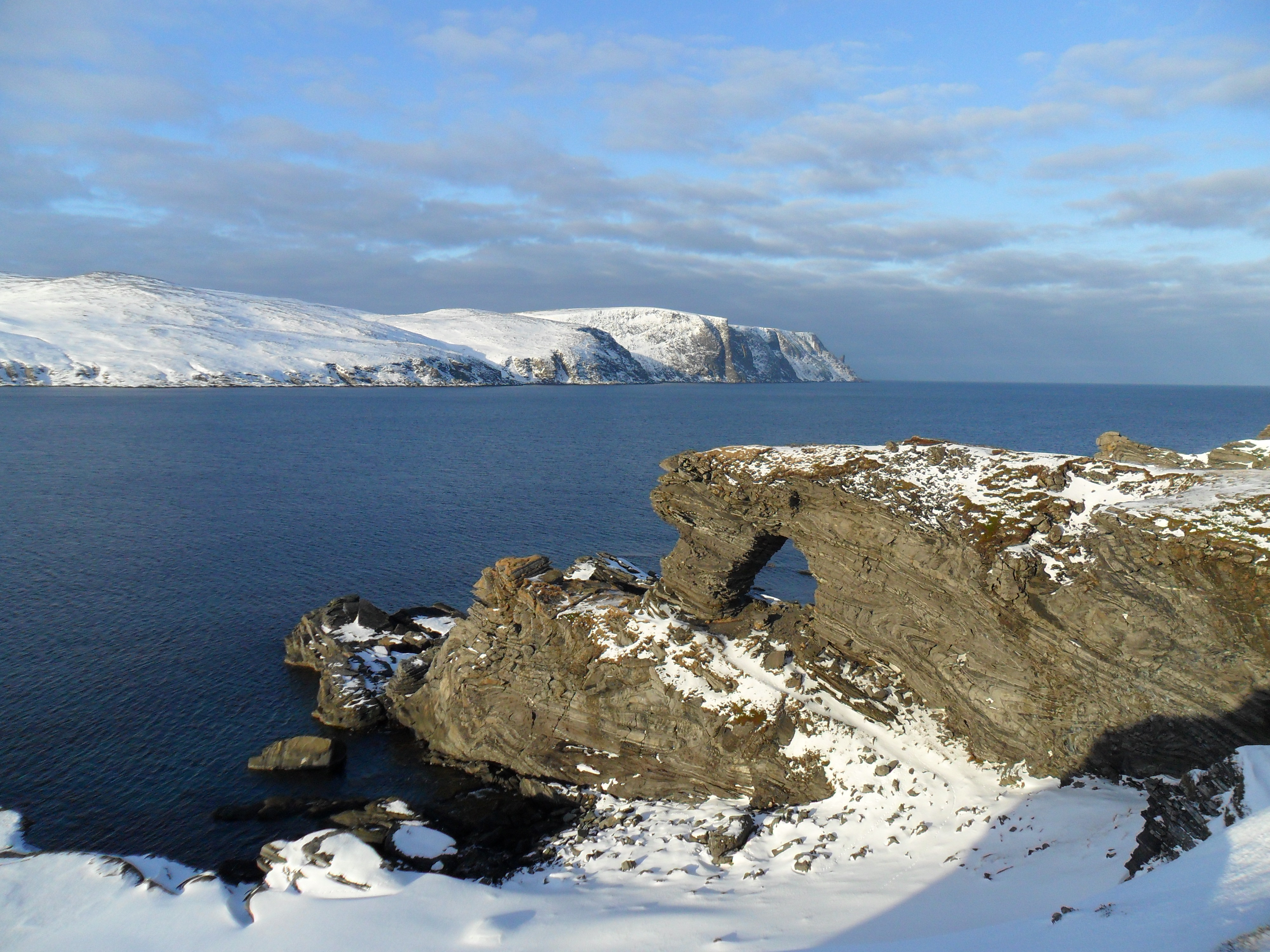
Kirkeporten, im Hintergrund das Nordkapplateau mit dem Nordkaphorn

Kirkeporten ist eine markante Felsformation in Form eines Felsenportals auf der Insel Magerøya in der Gemeinde Nordkapp in der norwegischen Provinz Finnmark.
Westlich erstreckt sich der Mefjord. Etwa einen Kilometer Luftlinie östlich von Kirkeporten befindet sich der Ort Skarsvåg, von dem aus ein Wanderweg zum Kirkeporten führt. Etwa sechs Kilometer nordwestlich, getrennt durch den Vestfjord, befindet sich das Nordkapplateau sowie das Nordkaphorn.
Kirkeporten ist ein beliebtes Wanderziel. Durch das Portal, dessen Name im Deutschen etwa Kirchenportal bedeutet, fällt in nordwestlicher Richtung der Blick auf das Nordkaphorn und zu entsprechenden Zeiten auch auf die Mitternachtssonne.
Kirkeporten hat in der samischen Tradition eine religiöse Bedeutung.